# Francesco Testa
Francesco Maria Testa (Nicosia, 11 maggio 1704 – Monreale, 17 maggio 1773) è stato un arcivescovo cattolico, teologo e giurista italiano.

## Biografia

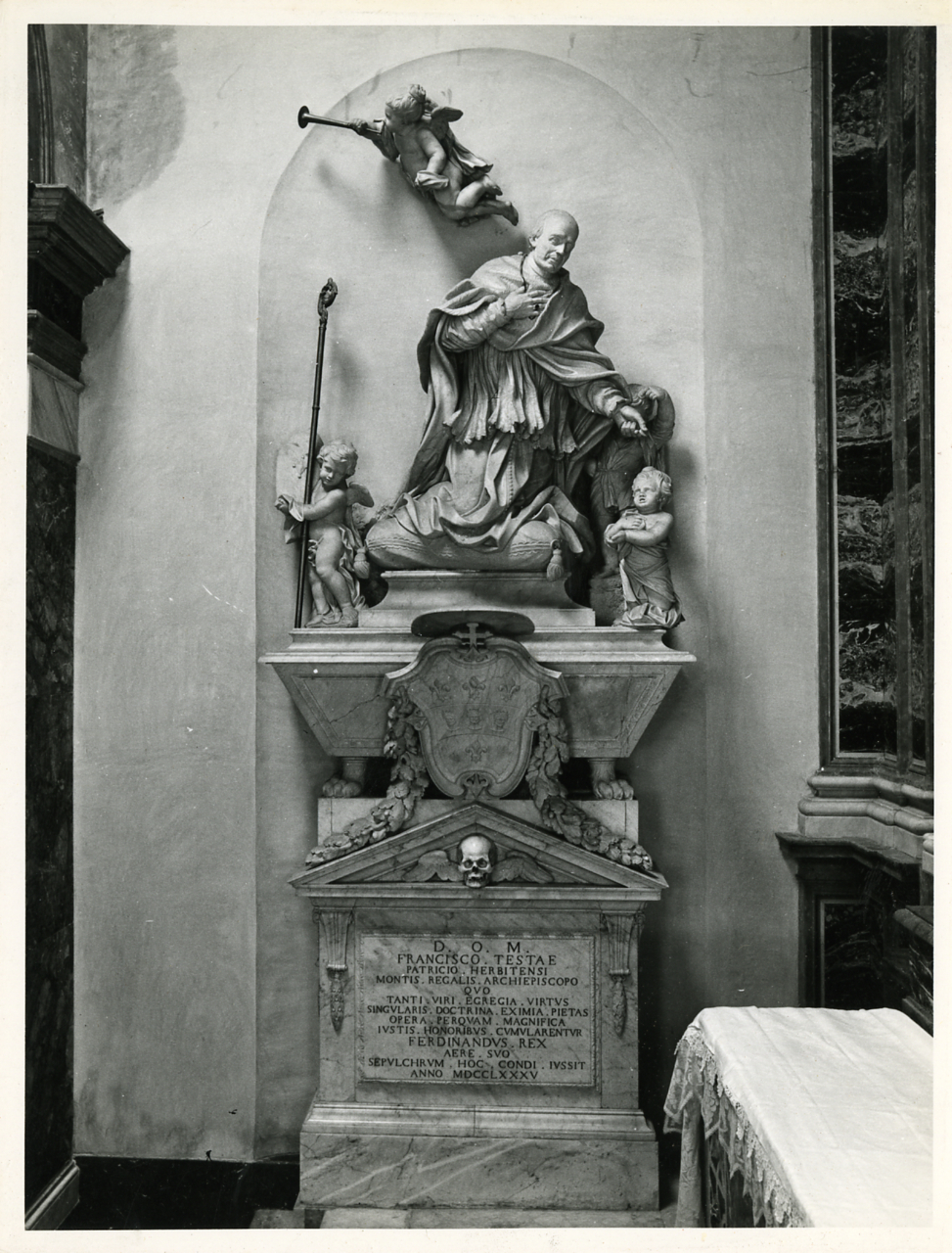
Monumento funerario di Francesco Testa nel Duomo di Monreale. Foto di Paolo Monti, 1963.

Fu canonico della Cattedrale di Palermo, vescovo di Siracusa e quindi arcivescovo di Monreale dal 1754 al 1773. Monsignor Testa ricoprì anche la carica di Supremo Inquisitore di Sicilia. Fu anche deputato al Parlamento del Regno e fece riunire in un testo unico i Capitoli, cioè le Costituzioni, del Regno di Sicilia. Inoltre vergò una relazione storica sull'epidemia di peste che si propagò nella Provincia di Messina nel 1743. Uomo di cultura e mecenate, incoraggiò le lettere e le arti. Fece realizzare un nuovo altare maggiore in argento nel Duomo di Monreale, varie sculture, un nuovo acquedotto cittadino ed altre importanti opere.

### Pubblicazioni
- De vita et rebus gestis Federici II Sic.Regis in folio, con prefazione di Niccolò Ciafaglione; Palermo, 1775

## Genealogia episcopale e successione apostolica
La genealogia episcopale è:
- Cardinale Sigismund von Kollonitz
- Cardinale Mihály Frigyes Althann
- Cardinale Juan Álvaro Cienfuegos Villazón, S.I.
- Cardinale Joaquín Fernández de Portocarrero
- Arcivescovo Francesco Testa

La successione apostolica è:
- Vescovo Antonio Cavaleri (1764)
- Arcivescovo Gabriele Maria Di Blasi e Gambacorta, O.S.B. (1764)